# Konrad Göppert
Konrad Göppert (* 1. Oktober 1877 in Berlin; † 10. Juni 1952 in Ründeroth) war ein deutscher Verwaltungsjurist.

## Leben und Beruf
Am Königlichen Wilhelms-Gymnasiums in Berlin bestand Göppert 1896 das Abitur. Von 1896 bis 1903 war er Offizier im 4. Feldartillerie-Regiment Prinzregent Luitpold von Bayern, aus dem er infolge einer Dienstbeschädigung ausschied. Es folgte ein Jurastudium in Kiel und Berlin, nach bestandenem Staatsexamen 1906 und anschließender Referendarzeit beim Landratsamt in Dortmund war Göppert seit 1913 als Regierungsrat am Regierungspräsidium in Oppeln tätig. Im Ersten Weltkrieg war er als Hauptmann und Batteriechef hauptsächlich in Russland an der Front. Von Februar 1918 bis 1921 war er Landrat in Uslar. Er rückte zum 1. September 1919 für den Rittergutsbesitzer Carl Götz von Olenhusen in den Provinziallandtag der Provinz Hannover nach. Im Jahr 1921 kehrte er als Oberpräsidialrat an das neu geschaffene Oberpräsidium der Provinz Oberschlesien zurück und war in dieser Funktion auch Mitarbeiter im Stab des deutschen Bevollmächtigten für das oberschlesische Abstimmungsgebiet. Anfang 1923 war er Verwalter des Landratsamtes in Dortmund während der Ruhrkampfes. Am 15. April 1923 wurde Göppert zum Landrat des Kreises Steinburg ernannt.
Im Zuge der Absetzung der preußischen Staatsregierung Braun-Severing (Preußenschlag) wurde er im Oktober 1932 durch die Regierung Papen zum Regierungspräsidenten des Regierungsbezirks Stettin ernannt. 1934 wechselte er in gleicher Funktion in den Regierungsbezirk Köslin. 1936 wurde er in den Ruhestand versetzt, lebte anschließend zwei Jahre in Berlin und nahm im Januar 1939 eine Stelle in der Rheinischen Stahlindustrie an. Gesundheitliche Gründe zwangen ihn diese Tätigkeit 1943 wieder aufzugeben.
Göppert war seit dem 5. Dezember 1914 verheiratet und hatte zwei Söhne.